# Libra sul-sudanesa
A libra sul-sudanesa é a moeda oficial do Sudão do Sul. É subdividida em 100 piastras. Foi aprovado pela Assembleia Legislativa do Sudão do Sul antes da separação em 9 de julho de 2011, do Sudão. Foi introduzido em 18 de julho de 2011, e substituiu a libra sudanesa, e inicialmente em paridade com a moeda sudanesa.
As notas apresentam a imagem de John Garang, o falecido líder do movimento de independência do Sul do Sudão.
Seis valores faciais (1, 5, 10, 25, 50 , 100, 500, 1000 libras) na forma de notas, e cinco (1, 5, 10, 25 e 50 piastras) na forma de moedas, foram confirmadas.
Três novas notas de 5, 10 e 25 piastras foram emitidas em 19 de outubro de 2011.